# Chrismon (Zeitschrift)
chrismon (mit dem Untertitel „Das evangelische Magazin“) ist eine monatlich erscheinende Zeitschrift der Evangelischen Kirche in Deutschland, verlegt im Gemeinschaftswerk der Evangelischen Publizistik, Frankfurt am Main.

## Geschichte
Die Zeitschrift kam erstmals im Oktober 2000 heraus (bis Dezember 2000 unter dem Namen Chrisma) und ging aus dem Deutschen Allgemeinen Sonntagsblatt (1997–2000) hervor; zuvor hieß es Das Sonntagsblatt (1948–1967; 1995–1997). Arnd Brummer, der Chefredakteur des Sonntagsblattes von 1991 bis 2000 war, war auch der Initiator des Monatsmagazins chrismon und dessen Chefredakteur bis Ende 2017. Die EKD subventioniert chrismon mit jährlich vier Millionen Euro. Ursula Ott und Claudia Keller sind Chefredakteurinnen. Dirk Artes ist Art-Direktor und Sabine Wendt Chefin vom Dienst (CvD). Geschäftsführerinnen sind die Direktorinnen Ariadne Klingbeil und Stefanie Schardien, Verlagsleiter Bert Wegener. Die Reichweite der Zeitschrift beträgt laut Feststellungen der AWA 2022 (Allensbacher Markt- und Werbeträger-Analyse) 1,52 Millionen Leser.

## Profil
Das Projekt mit Reportagen, Ratgebern, Fotos u. a. von Geo-Reportern liegt monatlich mit 1,6 Millionen Exemplaren der Wochenzeitung Die Zeit sowie den Tageszeitungen Altmark Zeitung, Die Welt, Dresdner Neueste Nachrichten, Frankfurter Allgemeine Zeitung (Hessen, Rheinland-Pfalz, Nordrhein-Westfalen, sowie als ePaper im FAZ Kiosk), Hannoversche Allgemeine, Kölner Stadt-Anzeiger/Kölnische Rundschau, Kreiszeitung (Syke), Leipziger Volkszeitung, Märkische Allgemeine Zeitung, Neue Presse, Süddeutsche Zeitung, General-Anzeiger, Neue Osnabrücker Zeitung, Rheinische Post (Teilauflage), Welt am Sonntag (nur Norddeutschland), Westdeutsche Allgemeine Zeitung (gelegentlich, Teilauflage) und Westfälischer Anzeiger (nur Hamm) als Supplement bei.
Das Magazin ist darüber hinaus als erweiterte Ausgabe im Abonnement erhältlich: chrismon plus bundesweit und in speziellen Ausgaben für die Landeskirchen in Baden, in Hessen und Nassau und im Rheinland enthält insgesamt über 80 Seiten, und somit 24 Seiten mehr. Auf diesen sind vor allem kirchen- und gemeindebezogene Themen zu finden, beispielsweise die literarische Serie Zehn Gebote, zehn Geschichten, die Serie „revidiert“, für die Christoph Kähler, Leiter der Revision der Lutherbibel, Änderungen der Lutherbibel 2017 erläutert.
Laut Selbstbeschreibung versteht sich das Magazin „als publizistische Heimat aller Leser, die sich für christliche Themen und Werte interessieren“. Thema sind „Menschen, die das Leben in allen seinen Herausforderungen zuversichtlich und verantwortlich meistern. Die sich ihren jeweiligen Lebenssituationen stellen und daran wachsen, die sich in unterschiedlichen Situation mit der tröstenden Kraft von Liebe, Glauben und Kirche auseinandersetzen“.
Zusätzlich zur Zeitschrift gibt es ein Buch-, CD- und Kalenderprogramm unter dem Namen edition chrismon, welches seit 2016 von der Evangelischen Verlagsanstalt (EVA) betreut wird.

## Herausgeber und Verlag
Herausgeber sind die Präses der EKD Anna-Nicole Heinrich, die ehemalige EKD-Ratsvorsitzende Annette Kurschus, die Theologin Frederike van Oorschot, der Schriftsteller und Kinderpsychiater Jakob Hein und der Moderator Yared Dibaba. Der Verlag gehört zum Gemeinschaftswerk der Evangelischen Publizistik in Frankfurt am Main.